# Tirpitz-stillingen
 Der er for få eller ingen kildehenvisninger i denne artikel, hvilket er et problem. Du kan hjælpe ved at angive troværdige kilder til de påstande, som fremføres i artiklen.

Tirpitz-stillingen (Batterie Vogelnest) er en forsvarsstilling fra anden verdenskrig bestående af to bunkere, som var en del af Atlantvolden, som den tyske besættelsesmagt opførte langs Nordsøens kyster. De ligger på Tane Hedevej i Blåvand. Den sydlige bunker er i dag indrettet som museum med en egentlig museumsbygning under klitten som supplement.

## Baggrund og opførelse
Tirpitz-stillingen skulle sammen med Batteri Grådyb på Fanø sikre indsejlingen til Esbjerg.
Efter planerne skulle den fuldt udbyggede stilling have bestået af 13 bunkere ud over de to kanonbunkere:
- to ammunitionsbunkere
- en ildledelsesbunker
- to delingsbunkere med antiluftskyts
- seks mandskabsbunkere
- to svære antiluftskytsbunkere

Arbejdet på de to kanonbunkere begyndte i juli 1944, og stillingen skulle være operationsklar til september 1945. Derfor var bunkerbyggeriet ikke afsluttet ved befrielsen 5. maj 1945; blandt andet lå de fire kanonrør og ildledelsesmateriel på Guldager Station ved Esbjerg. Grunden var, at broerne i Varde ikke kunne bære de 111 tons tunge kanonrør.
Efter krigen blev udrustning, materiel og inventar, der var bestemt til bunkerne, solgt, skrottet eller fjernet. Området blev ryddet i videst muligt omfang, og de tidligere forhold blev gradvis retableret. Som en form for krigsbytte lå et af de fire 111 tons og 19,63 meter lange, tyske skibskanonrør i Tøjhusmuseets gård indtil maj 2005, hvorefter det blev flyttet til Museumscenter Hanstholm.
Kanonbunkeren skulle have været monteret med to 38 cm kanonrør, monteret i dobbeltaffutage på et pansertårn. Rørene var oprindelig udviklet til slagskibe af Bismarck-klassen, hvor et af de to skibe havde navnet Tirpitz.
Skudkadencen for kanonen var på to skud i minuttet pr. rør, altså fire i minuttet for et enkelt tårn. Den forventede levetid for et enkelt kanonrør blev beregnet til ca. 250 skud, før selve riffelgangen i røret var slidt op og således skulle udskiftes. Uden for bunkeren og i selve indgangen ligger der stadig nogle af de udskiftelige segmenter, som riffelgangen var opbygget af. Med en pansersprænggranat på 800 kg havde kanonen en rækkevidde på 42 km. Med en lettere pansergranat på 495 kg øgedes rækkevidden til 54,9 km.

## Museet
I sommeren 2017 åbnede et nyt stort museum ved Tirpitz-stillingen. Det nye museum rummer udstilling om Atlantvolden, en udstilling om livet på vestkysten og en stor ravsamling. Dertil kommer særudstillinger og selve Tirpitz-bunkeren. Et nyt tiltag er brugen af små håndholdte lydenheder, så hver besøgende kan høre om emnerne, mens man samtidig frit kan se uden at skulle læse. Arkitektgruppen bag byggeriet var BIG - Bjarke Ingels Group, og bygherren bag projektet var Museet for Varde By og Omegn. Tirpitz Museum blev indviet af kronprins Frederik den 29. juni 2017.
Den første måned havde museet 63.000 gæster, og man hævede derfor forventningerne til antallet af gæster til over 100.000 for året.
Udstillingen på museet fortæller om Tirpitz-stillingens tænkte rolle i det tyske kystforsvarsprojekt Atlantvolden. Den faste udstilling, 'En hær af beton', har fokus på seks menneskeskæbner under 2. verdenskrig: tre danske og tre tyske personhistorier er udgangspunktet. Udstillingerne giver adgang til Tirpitz-stillingen gennem en underjordisk tunnel. I bunkeren er der fokus på, hvordan de forskellige rum skulle være brugt, hvis bunkerne var blevet færdig før krigen sluttede. Udstillingen befinder sig blandt andet under den store glaskuppel, som i dag dækker det hul, hvor kanonlavetten skulle placeres. 